# Navette (transport)
Pour les articles homonymes, voir Navette.

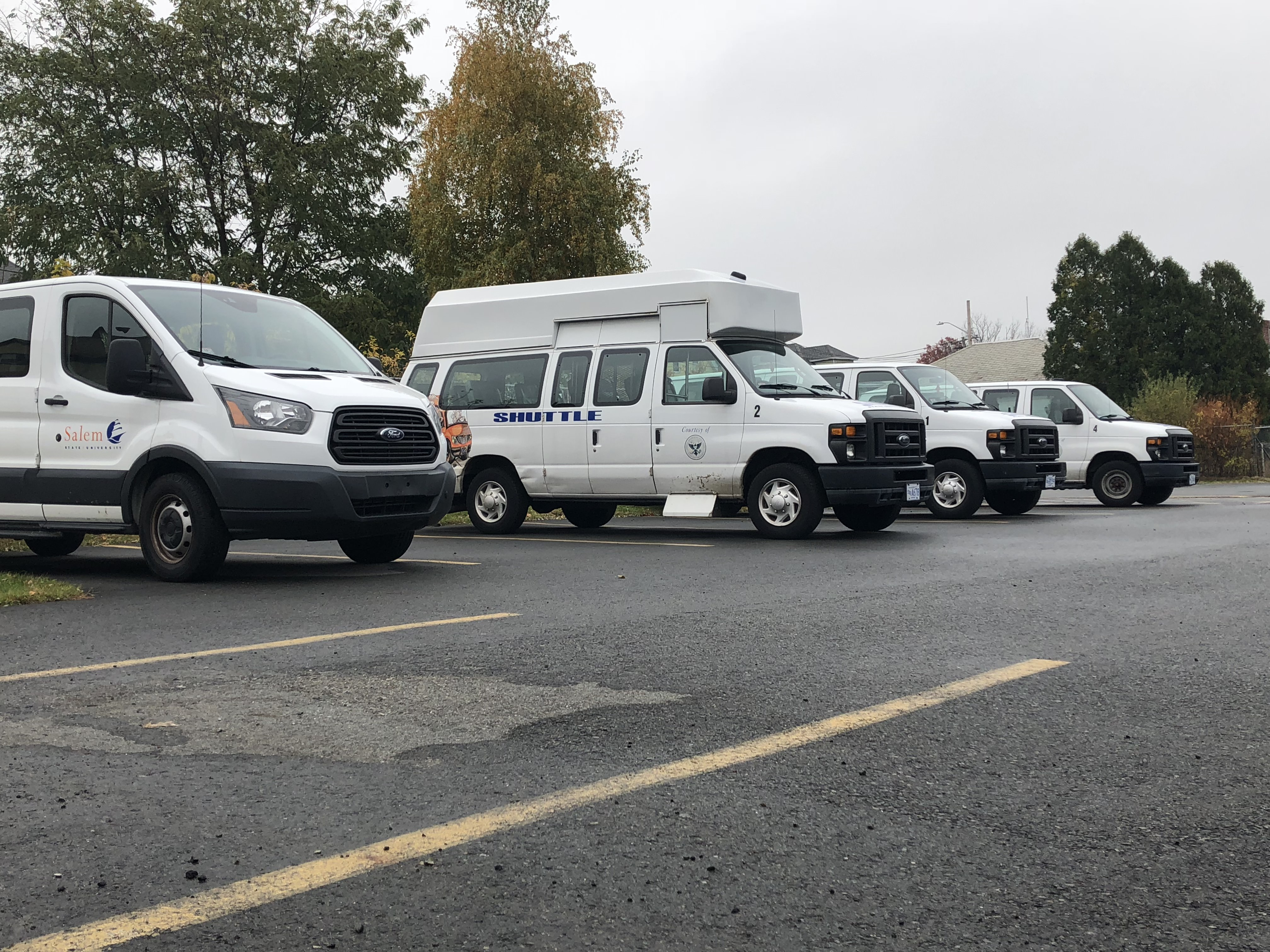
Navette pour étudiants garée sur un parking aux États-Unis.

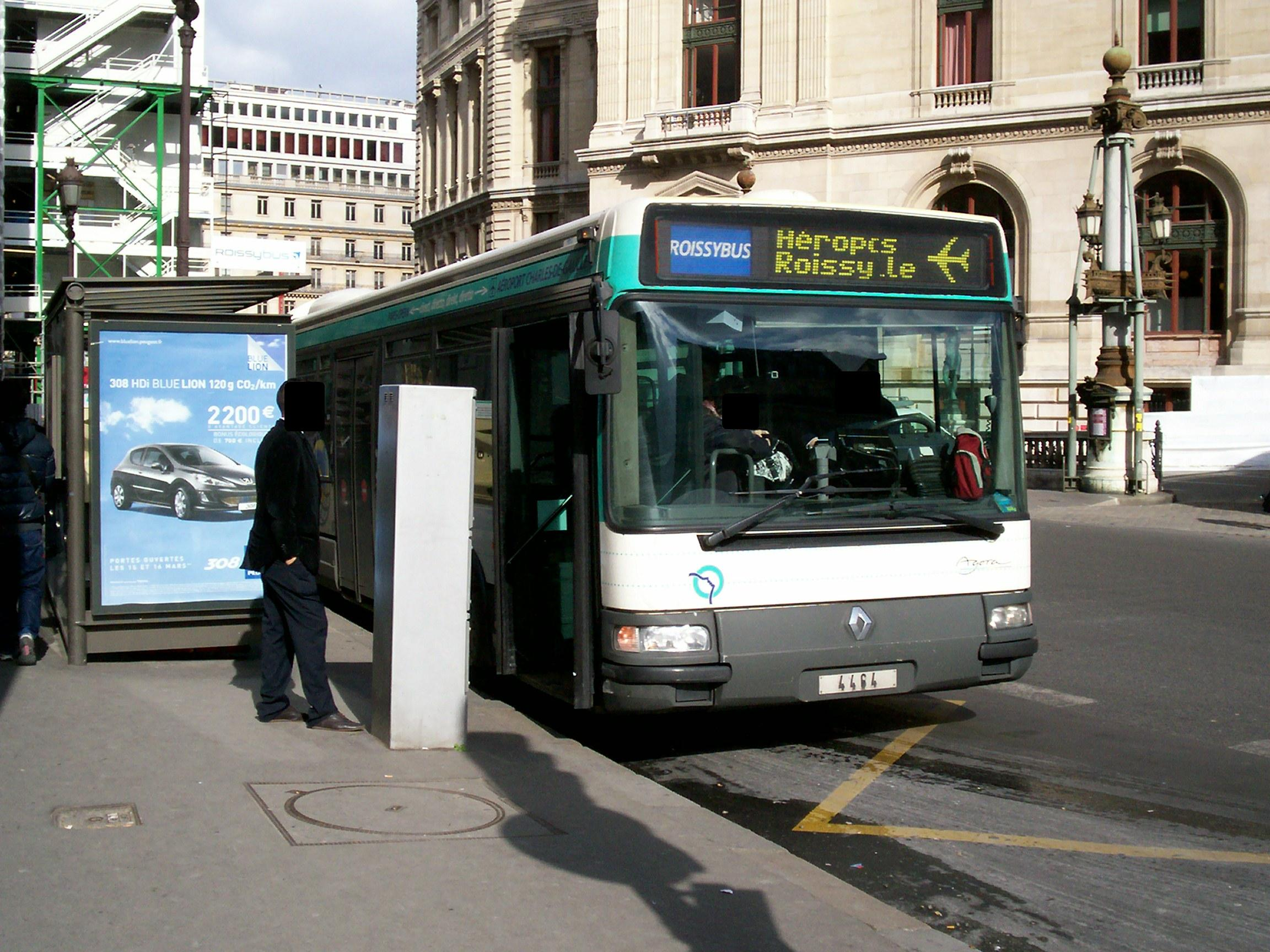
Navette de l'aéroport de Roissy CDG, à la station Opéra à Paris.

Une navette est un type de service de transport en commun assurant une liaison régulière et à fréquence élevée entre deux destinations spécifiques rapprochées, réalisant des trajets courts et répétitifs, par exemple entre un centre-ville et un aéroport.
En France, la mise en place de la Loi d'orientation des transports intérieurs (LOTI) dans sa dernière version a permis d'étendre le périmètre aux liaisons de transport à la demande (TAD).
Par métonymie, le terme désigne aussi les véhicules faisant ce type de trajets. Par extension, les personnes qui, quotidiennement et à heures fixes, effectuent le même trajet de leur domicile de banlieue à leur lieu de travail en ville (migration pendulaire), sont appelées "pendulaires" en Suisse, « navetteurs » au Québec et en Belgique, et plus récemment en France où l'emploi de ce terme est encore rare. De là aussi, le terme navettage qui désigne ce déplacement quotidien.
Le service de navettes d'Eurotunnel transportant des véhicules routiers (automobiles, poids lourds, autocars) entre les deux extrémités du tunnel sous la Manche a été baptisé « La Navette Eurotunnel ». Dans la même acceptation d’un service de transport à fréquence élevée, Air-France a mis en place des vols Navette où les trajets sont fréquents et courts en temps d’exécution. Le projet d’Hyperloop avec des vitesses de déplacement de l’ordre du Mach repousse encore plus loin le domaine d’acceptation du terme navette.
On constate une réapparition des navettes fluviales (ou bateau-bus) en France dans les années 2000.
Le terme navette est aussi utilisé pour les véhicules transportant des personnes en nombre restreint (généralement inférieur à 10).
Certains types de navettes circulent en site propre, certaines sans conducteur (navette automatique).
Des navettes autonomes, roulant dans l'espace public à faible vitesse et sur de courtes distances, sont également expérimentées voire mises en service, comme la navette autonome du bois de Vincennes ou sur le site de l'Oncopole de Toulouse.